# BS Weert in het seizoen 2015-16
Het seizoen 2015-16 van BS Weert was het 34e seizoen van de basketbalclub uit Weert. De club speelt dit jaar in de DBL en in de NBB-Beker. BSW won dit jaar drie wedstrijden en verloor er 25.

## Team
Het seizoen 2015-16 was het eerste en enige seizoen onder de nieuwe Belgische hoofdcoach Pascal Meurs. Dit was het laatste seizoen van Kenneth van Kempen en Jeremy Ormskerk, zij namen afscheid van de club aan het einde van het seizoen.

### Transfers
| Speler               | Komt van                 |
| -------------------- | ------------------------ |
| Dyon Halman          | Den Helder Kings         |
| Jeroen van Vugt      | The Black Eagles         |
| Rens van Ravensteijn | Basketbal Academie Weert |
| Thomas Dreesen       | Leuven Bears             |

| Speler       | Vertrokken naar |
| ------------ | --------------- |
| Andre Burton | –               |

2014/15 · 2015/16
Apollo Amsterdam · SPM Shoeters Den Bosch  · Donar · Aris Leeuwarden · ZZ Leiden · Challenge Sports Rotterdam · BS Weert · Landstede Basketbal